# Rzepiska (województwo małopolskie)
Rzepiska (słow. Repiská, węg. Répásfalu, niem. Reps lub Ripsdorf) – wieś w Polsce położona w województwie małopolskim, w powiecie tatrzańskim, w gminie Bukowina Tatrzańska, położona na góralskiej wyspie na polskim Spiszu, u podnóża Pawlikowego Wierchu, w sąsiedztwie Czarnej Góry, Jurgowa i Łapszanki.

## Historia
Wieś została założona w XVII wieku. Do 1918 roku wchodziła w skład Królestwa Węgier.
W latach 1975–1998 miejscowość położona była w województwie nowosądeckim.
Według danych z 31 grudnia 2012 r. sołectwo Rzepiska miało 732 stałych mieszkańców.
Na wieś składają się trzy osiedla: Rzepiska-Potok Bryjów, Rzepiska-Potok Wojtyczków i Rzepiska-Potok Grocholów. W Rzepiskach-Potok Bryjów znajduje się kościół Miłosierdzia Bożego, konsekrowany 12 lipca 1997 roku. W Rzepiskach - Potok Grocholów jest kościół Matki Bożej Nieustającej Pomocy i dom księży marianów.

## Zabytki
Obiekty wpisane do rejestru zabytków nieruchomych województwa małopolskiego.
- Zagroda Grocholów Potok 42;
- zagroda ul. Potok Grocholów 20.

## Kultura
We wsi jest używana gwara spiska, zaliczana przez polskich językoznawców jako gwara dialektu małopolskiego języka polskiego, przez słowackich zaś jako gwara przejściowa polsko-słowacka. Tradycyjnym ubiorem był strój spiski w odmianie jurgowskiej.

## Parafia Kościoła rzymskokatolickiego
W 1960 roku powstał ośrodek duszpasterski w Rzepiskach-Grocholowym Potoku. 21 kwietnia 2003 roku Arcybiskup Metropolita Krakowski kard. Stanisław Dziwisz erygował Rektorat pod wezwaniem Matki Bożej Nieustannej Pomocy w Rzepiskach. Kościół wybudowany został w latach 1955–1957. Cmentarz parafialny przylega od południa do kościoła.